# K (lettre)
Cette page contient des caractères spéciaux ou non latins. S’ils s’affichent mal (▯, ?, etc.), consultez la page d’aide Unicode.
Ne doit pas être confondu avec la lettre cyrillique ka ascendeur ‹  ›.
Pour les articles homonymes, voir K.
K est la onzième lettre et la 8e consonne de l'alphabet latin.

## Histoire
| d |

| d |

Cette lettre de l'alphabet latin vient de l'étrusque ; c'est un descendant du kappa de l'alphabet grec (Κ en majuscule et κ en minuscule).

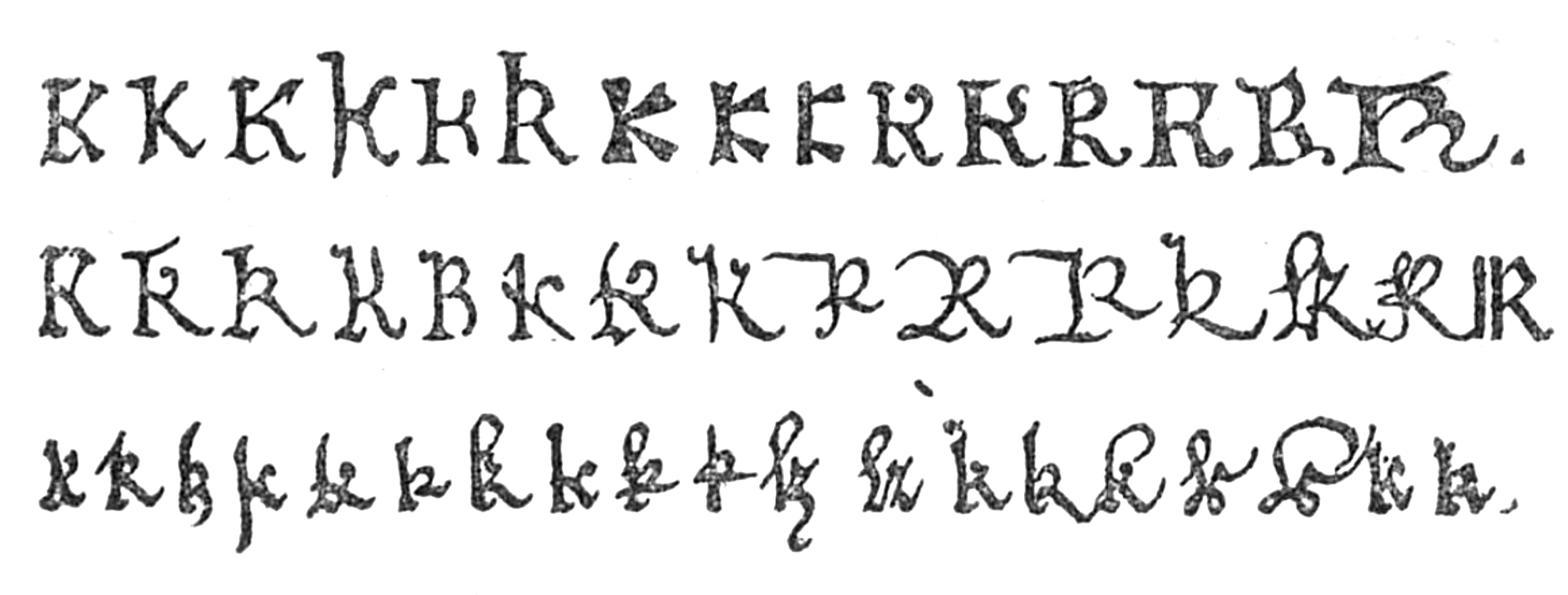
Formes majuscules et minuscules manuscrites de la lettre K dans le Dictionnaire des abréviations latines et française d’Alphonse Chassant.

### Tracé
On trouve couramment trois variantes du « K » (haut-de-casse), par ordre de fréquence :
- la jambe se joint à l’autre diagonale avant d’atteindre le fût (la majorité des polices dont les plus courantes comme Arial) ;
- les deux diagonales se rejoignent au même niveau sur le fût (un certain nombre de polices courantes comme Futura, Gill Sans, etc.) ;
- les deux diagonales forment une jonction horizontale avant le fût (quelques rares polices comme Adam BP, Cordale, etc.).

On retrouve ces mêmes trois variantes pour le « k » (bas-de-casse) avec un quatrième tracé où la diagonale du haut forme une boucle.

## Linguistique
En règle générale, le k note le phonème /k/ en français sauf dans quelques rares mots d'emprunt et dans la transcriptions de certaines langues étrangères : le digramme ‹ kh ›, utilisé pour retranscrire l'arabe ainsi que dans certaines langues slaves, note le phonème /x/ ; le k est muet devant ‹ n › dans quelques mots empruntés à l'anglais, comme knock-out ou know-how.
Bien que rarement utilisé en français et d'autres langues romanes, la lettre est fréquemment utilisée dans de nombreuses créoles à base lexicale française, tels que créole louisianais, créole haïtien et créole réunionnais.

## Codage

### Informatique
| Lettre                   | K                        | K                        | k                         | k                         |
| ------------------------ | ------------------------ | ------------------------ | ------------------------- | ------------------------- |
| Nom Unicode              | Lettre capitale latine K | Lettre capitale latine K | Lettre minuscule latine K | Lettre minuscule latine K |
| Encodage                 | décimal                  | hexadécimal              | décimal                   | hexadécimal               |
| ASCII, ISO 8859, Unicode | 75                       | 4B                       | 107                       | 6B                        |
| EBCDIC                   | 210                      | D2                       | 146                       | 92                        |

### Radio
- Épellation alphabet radio :
  - international : Kilo  ;
  - allemand : Kaufmann ;
  - police des États-Unis : King.
- En alphabet morse, la lettre K vaut « -·- ».

### Autres
| Signalisation | Signalisation | Langue des signes | Langue des signes | Écriture Braille |
| Pavillon      | Sémaphore     | française         | québécoise        | Écriture Braille |
| ------------- | ------------- | ----------------- | ----------------- | ---------------- |
|               |               |                   |                   |                  |